# Кадыров, Абдулкадыр Даргях оглы
Абдулкадыр Даргях оглы Кадыров (азерб. Əbdülqədir Dərgah oğlu Qədirov; 1896, Шемахинский уезд — 25 сентября 1967, Шемахинский район) — советский азербайджанский хлебороб, Герой Социалистического Труда (1948).

## Биография
Родился в 1896 году в селе Геокляр Шемахинского уезда Бакинской губернии (ныне Шемахинский район Азербайджана).
Начал трудовую деятельность колхозником, до 1967 года работал звеньевым колхоза имени Энгельса Шемахинского района. В 1947 году получил урожай пшеницы 32,12 центнера с гектара на площади 12 гектаров.
Указом Президиума Верховного Совета СССР от 10 марта 1948 года за получение в 1947 году высоких урожаев пшеницы Кадырову Абдулкадыру Даргях оглы присвоено звание Героя Социалистического Труда с вручением ордена Ленина и золотой медали «Серп и Молот».
Скончался 25 сентября 1967 года в родном селе.